# Ferrari 288 GTO
Ferrari GTO (часто згадується як Ferrari 288 GTO) — екзотичний гоночний автомобіль, призначався для омологації Ferrari 308 GTB у змагань GT Gran Turismo. Вироблявся з 1984 по 1985 роки.

## Загальна характеристика

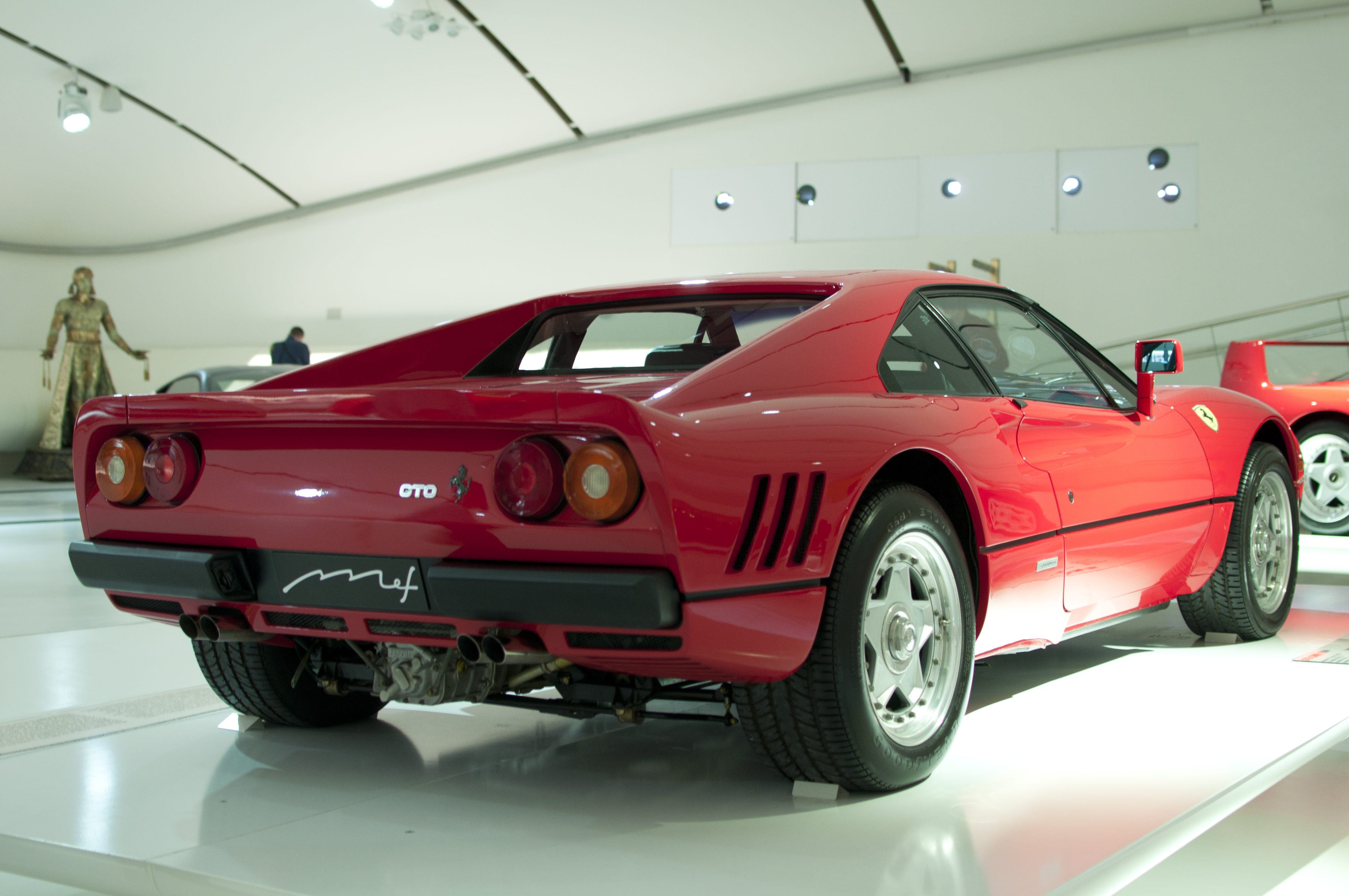
Ferrari 288 GTO

Ferrari GTO має в основі середньо розташований двигун з приводом на задні колеса. На відміну від 308 GTB (який має 3,0 літровий двигун V8) «288 GTO» має об'єм до 2,8 літрів, з двома IHI турбокомпресорами, інтеркулером та системою впорскування палива Weber — Marelli. Об'єм двигуна було продиктовано вимогою ФІА, за створення з турбонаддувом двигуна необхідно помножити двічі на 1,4. Це дало GTO теоретичний двигун потужністю 3997 см3, за лімітованої категорії Група B 4.0 літри.
На відміну від 308, в GTO двигун був встановлений повздовжньо, це було необхідно щоб звільнити місце для турбонаддува та інтеркулера. Коробка передач була змонтована в задній частині двигуна і заднього диференціала коліс. В результаті колісна база збільшилась на 110 мм до 2450 мм. Також збільшились арки для розміщення більш широких коліс та шин (Goodyear NCT 225/50VR16 шин, встановлених на 8 х 16 «Speedline коліс на передні і 255/50VR16 встановлений на 10 х 16» колеса на задні).
Розгін з 0-60 миль/год. склав 4 секунди, з 0-125 миль/год (201 км/год) протягом 15 секунд. Максимальна швидкість склала 304 км/год, що робить його першим дорожнім автомобілем, який досяг позначки у 300 км/год.

### Двигун
- 2.9 L (2,855 см3) F114 B 000 twin turbo V8 400 к.с. при 7000 об/хв 496 Нм при 3800 об/хв

### Evoluzione

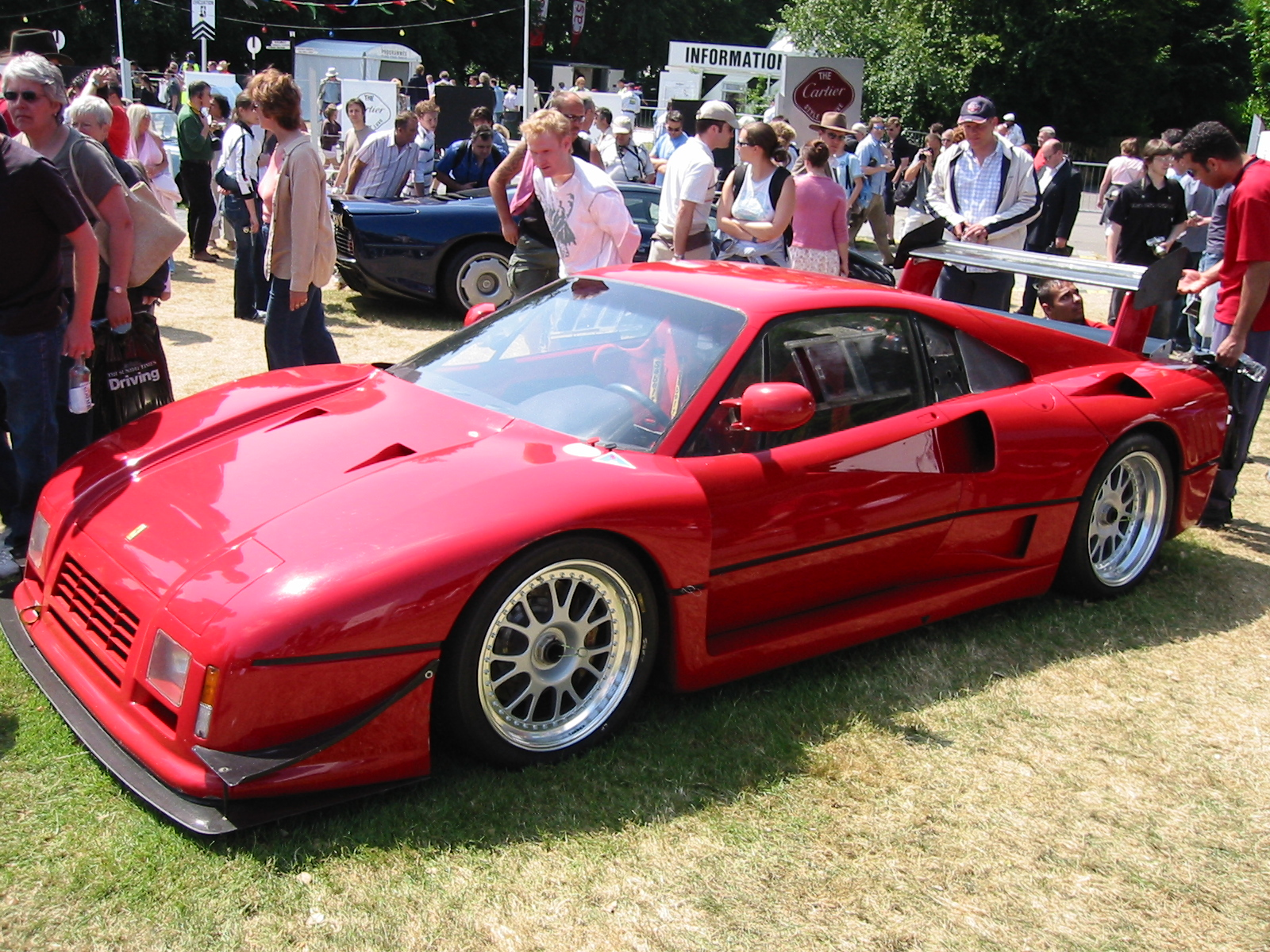
Ferrari 288 GTO Evoluzione

Ferrari побудувала шість (п’ять серійних моделей і один прототип) моделей 288 GTO Evoluzione з більш агресивним та аеродинамічним дизайном кузова та підвищеною потужністю. Evoluzione, представлений у 1986 році, був побудований для перегонів у Групі B, але коли цю серію було скасовано, проект також було відкладено, оскільки він не підходив для будь-яких інших гоночних серій. Ferrari запланувала виробництво 20 автомобілів, щоб відповідати вимогам омологації групи B для моделей Evolution. 288 GTO Evoluzione оснащений оновленою версією 2,9-літрового V8, який використовується у звичайному 288 GTO, який має подвійний турбокомпресор і видає 659 к.с. (485 кВт) при 7800 об/хв. Він важить близько 940 кг і може розвивати максимальну швидкість 362 км/год. Він має унікальну передню частину, розроблену для аеродинаміки з передніми канардами, каналами та вентиляційними отворами, а також великим заднім спойлером із вуглецевого волокна та численними великими повітроводами NACA. Багато стилістичних і механічних елементів Evoluzione вплинули на F40, який незабаром представили.
Вважається, що всі шість все ще існують, один належить заводу, виставлений на заводі з виробництва двигунів у Маранелло, а інший, як підозрюють, використовувався як прототип під час розробки F40.

#### Двигун
- 2.9 L (2,855 см3) F114 B 000 twin turbo V8 650 к.с. при 7000 об/хв